# Монкио деле Корти
Мо̀нкио деле Ко̀рти (на италиански: Monchio delle Corti, на местен диалект Monc, Монч) е село и община в северна Италия, провинция Парма, регион Емилия-Романя. Разположено е на 820 m надморска височина. Населението на общината е 1024 души (към 2010 г.).